# フィリピンの世界遺産
フィリピンの世界遺産 （フィリピンのせかいいさん）はユネスコの世界遺産に登録されているフィリピン国内の文化・自然遺産。

## 文化遺産
- フィリピンのバロック様式教会群 - （1993年）
- フィリピン・コルディリェーラの棚田群 - （1995年）
- ビガン歴史都市 - （1999年）

## 自然遺産
- トゥバタハ岩礁自然公園 - （1993年、2009年拡大）
- プエルト・プリンセサ地底河川国立公園 - （1999年）
- ハミギタン山域野生生物保護区 - （2014年）

## 複合遺産
なし

## 地域別

### ルソン
- フィリピンのバロック様式教会群 - （1993年、文化遺産）
  - サン・アグスチン教会 （マニラ）
  - サン・アグスチン教会 （パオアイ）
  - アスンシオン教会
  - ビリャヌエバ教会 （ミアガオ）
- フィリピン・コルディリェーラの棚田群 - （1995年、文化遺産）
  - バナウエの棚田
  - マヨヤオの棚田
  - キアンガンの棚田
  - フンドゥアンの棚田
- ビガン歴史都市 - （1999年、文化遺産）
  - セント・ポール大聖堂
  - サルセード広場
- トゥバタハ岩礁自然公園 - （1993年・2009年、自然遺産）

### パラワン
- プエルト・プリンセサ地底河川国立公園 - （1999年、自然遺産）

### ヴィサヤ
なし

### ミンダナオ
- ハミギタン山域野生生物保護区 - （2014年、自然遺産）